# Komisarz do spraw Indian
Komisarz do spraw Indian (ang. Commisioner of Indian Affairs) – dawna nazwa stanowiska szefa Biura do spraw Indian (ang. Bureau of Indian Affairs, BIA), agendy władz federalnych Stanów Zjednoczonych odpowiedzialnej za całość polityki USA wobec tubylczych Amerykanów (amerykańskich Indian). Od 1979 roku szefem Biura do spraw Indian, zatrudniającego obecnie ponad 10 tys. pracowników (w większości Indian), jest zastępca sekretarza spraw wewnętrznych (wiceminister).

## Historia
Historia stanowiska odpowiedzialnego w rządzie Stanów Zjednoczonych za politykę władz federalnych wobec Indian Ameryki Północnej i kontakty z nimi jest niemal równie stara jak same Stany Zjednoczone i sięga czasów Kongresu Kontynentalnego (w 1775 roku szefem nowej Komisji do spraw Indian (ang. Indian Affairs Commision) został Benjamin Franklin).
Od 1789 do 1824 roku sprawami Indian z ramienia władz USA zajmowali się sekretarze wojny (ang. Secretary of War). Od 1824 do 1832 roku formalnie nadal odpowiadali oni za relacje z Indianami, chociaż w praktyce od 11 marca 1824 roku istniało już nieoficjalne stanowisko szefa wyodrębnionego Biura Indian (ang. Indian Office).
W 1832 roku Kongres Stanów Zjednoczonych utworzył oficjalnie stanowisko Komisarza do Spraw Indian, a w 1849 roku Biuro Indian przeniesiono z departamentu wojny do departamentu spraw wewnętrznych (ang. Interior Department).
W 1977 roku w departamencie spraw wewnętrznych utworzono nowe stanowisko zastępcy sekretarza do spraw Indian (ang. Assistant Secretary of Indian Affairs, odpowiednik wiceministra), a szefem Biura do spraw Indian do 1979 roku była osoba "pełniąca obowiązki" Komisarza do Spraw Indian.
W 1979 roku, dla podkreślenia znaczenia Biura do spraw Indian w polityce rządu federalnego, szef Biura do spraw Indian został awansowany z Komisarza na zastępcę sekretarza spraw wewnętrznych (wiceministra).
Pierwszym Indianinem na stanowisku Komisarza był w latach 1869–1871 Indianin Seneka Elly Parker.
Od 1966 roku, gdy Komisarzem do spraw Indian został Robert L. Bennett (Oneida), wszyscy jego następcy są tubylczymi Amerykanami.
Pierwszą Indianką, a zarazem pierwszą i jedyną dotąd kobietą na stanowisku szefa Biura do spraw Indian (w randze wiceministra) była w latach 1993–1997 Ada Deer z plemienia Menominee.
W ostatnich latach szef Biura do spraw Indian kieruje urzędem zatrudniającym ponad 10 tysięcy pracowników (w zdecydowanej większości Indian), którzy zajmują się świadczeniem usług władz federalnych dla ok. 1,5 miliona tubylczych Amerykanów należących do 562 uznawanych przez władze federalne USA tubylczych plemion z 33 różnych stanów (w tym tubylczych społeczności Alaski) i administrują ok. 45,6 mln akrów (18 mln ha) ziem plemiennych i 10 mln akrów (4 mln ha) indywidualnych ziem należących do Indian.

## Lista osób odpowiedzialnych za politykę Stanów Zjednoczonych wobec Indian
| Sekretarze wojny w departamencie wojny                                    | Rok nominacji |
| Henry Knox                                                                | 1789          |
| Thomas Pickering                                                          | 1795          |
| James McHenry                                                             | 1796          |
| Samuel Dexter                                                             | 1800          |
| Henry Dearborn                                                            | 1801          |
| William Eustis                                                            | 1809          |
| John Armstrong                                                            | 1813          |
| James Monroe                                                              | 1814          |
| William H. Crawford                                                       | 1815          |
| John C. Calhoun                                                           | 1817          |
| James Brabour                                                             | 1825          |
| Peter B. Porter                                                           | 1828          |
| John H. Eaton                                                             | 1829          |
| Lewis Class                                                               | 1831          |
| Szefowie do spraw Indian w departamencie wojny                            | Rok nominacji |
| Thomas L. McKenney                                                        | 1824          |
| Samuel S. Hamilton                                                        | 1830          |
| Elbert Herring                                                            | 1831          |
| Komisarze do spraw Indian w departamencie wojny                           | Rok nominacji |
| Elbert Herring                                                            | 1832          |
| Carey A. Harris                                                           | 1836          |
| T. Hartley Crawford                                                       | 1838          |
| William Medill                                                            | 1845          |
| Komisarze do spraw Indian w departamencie spraw wewnętrznych              | Rok nominacji |
| Orlando Brown                                                             | 1849          |
| Luke Lea                                                                  | 1850          |
| George Manypenny                                                          | 1853          |
| James D. Denver                                                           | 1857, 1858    |
| Charles E. Mix                                                            | 1858          |
| Alfred B. Greenwood                                                       | 1859          |
| William P. Dole                                                           | 1859          |
| Dennis Cooley                                                             | 1865          |
| Lewis V. Bogy                                                             | 1866          |
| Nathaniel G. Taylor                                                       | 1867          |
| Ely S. Parker (Indianin Seneka)                                           | 1869          |
| Francis A. Walker                                                         | 1871          |
| Edward P. Smith                                                           | 1873          |
| John Q. Smith                                                             | 1875          |
| Ezra A. Hayt                                                              | 1877          |
| Roland E. Throwbridge                                                     | 1880          |
| Hiram Price                                                               | 1881          |
| John D. C. Atkins                                                         | 1885          |
| John H. Overly                                                            | 1888          |
| Thomas J. Morgan                                                          | 1889          |
| Daniel M. Browning                                                        | 1893          |
| William A. Jones                                                          | 1897          |
| Francis E. Leupp                                                          | 1905          |
| Robert G. Valentine                                                       | 1909          |
| Cato Sells                                                                | 1913          |
| Charles H. Burke                                                          | 1921          |
| Charles J. Rhoads                                                         | 1929          |
| John Collier                                                              | 1933          |
| William A. Brophy                                                         | 1945          |
| John R. Nichols                                                           | 1949          |
| Dillon S. Myer                                                            | 1950          |
| Glen L. Emmons                                                            | 1953          |
| Phileo Nash                                                               | 1961          |
| Robert L. Bennett (Oneida)                                                | 1966          |
| Louis R. Bruce (Siuks-Mohawk)                                             | 1969          |
| Morris Thompson (Tanana (Athabascan))                                     | 1973          |
| Benjamin Reifel (Siuks)                                                   | 1967          |
| Raymond Butler (Blackfeet, pełniący obowiązki)                            | 1977          |
| Martin Seneca, Jr. (Seneka, pełniący obowiązki)                           | 1978          |
| William E. Hallett (Czipewej, pełniący obowiązki)                         | 1979          |
| Zastępcy sekretarza spraw wewnętrznych w departamencie spraw wewnętrznych | Rok nominacji |
| Forrest J. Gerard (Blackfeet)                                             | 1977          |
| Thomas W. Frederick (Mandan-Hidatsa, tymczasowo)                          | 1981          |
| Kenneth L. Smith (Wasco)                                                  | 1981          |
| Ross O. Swimmer (Czirokez)                                                | 1985          |
| dr Eddie F. Brown (Tohonno O'odham (dawniej Pasqua Yaqui))                | 1989          |
| Ada E. Deer (Indianka Menomini)                                           | 1993          |
| Kevin Gover (Paunis)                                                      | 1997          |
| Neil McCaleb (Czikasaw)                                                   | 2001          |
| David W. Anderson (Lac Courte Oreilles Band of Lake Superior Chippewa)    | 2003          |
| Jim Cason (pełniący obowiązki)                                            | 2005          |